# Гринишин Михайло Петрович
Миха́йло Петро́вич Грини́шин (30 грудня 1921, Обертин — 6 жовтня 2016) — український композитор, хоровий диригент, фольклорист, народний артист України (1995), Заслужений діяч мистецтв України, почесний член Національної академії мистецтв України.

## Життєпис
Народився в містечку Обертин на Тлумаччині (тепер Івано-Франківщина) 30 грудня 1921 року.
Закінчив Станіславське музичне училище. В 1947—1950 p. навчався у Львівській консерваторії, проте був відрахований за «участь в українській буржуазно-націоналістичній молодіжній організації». Відновив навчання в Одеській консерваторії за хрущовської відлиги в класі Костянтина Пігрова та Віри Базилевич. По закінченні керував Гуцульським ансамблем пісні і танцю Івано-Франківської обласної філармонії. За час творчої роботи в ансамблі М. Гринишин створив десятки самобутніх концертних програм з традиційних творів Гуцульщини, творів сучасних українських композиторів та власних творів.
У 1970—2005 роках викладав в Київському інституті культури на кафедрі хорового диригування, тривалий час очолював кафедру. З 1974 по 1991 був ведучим телепрограми «Сонячні кларнети» на українському телебаченні.
Нагороджений орденом «За заслуги» II ступеня (2008).
Автор понад 50 науково-творчих праць, досліджень, монографій, великої кількості статей, рецензій, зокрема:
Монографії:
- «Арканове коло»,
- «Співає Гуцульський ансамбль»,

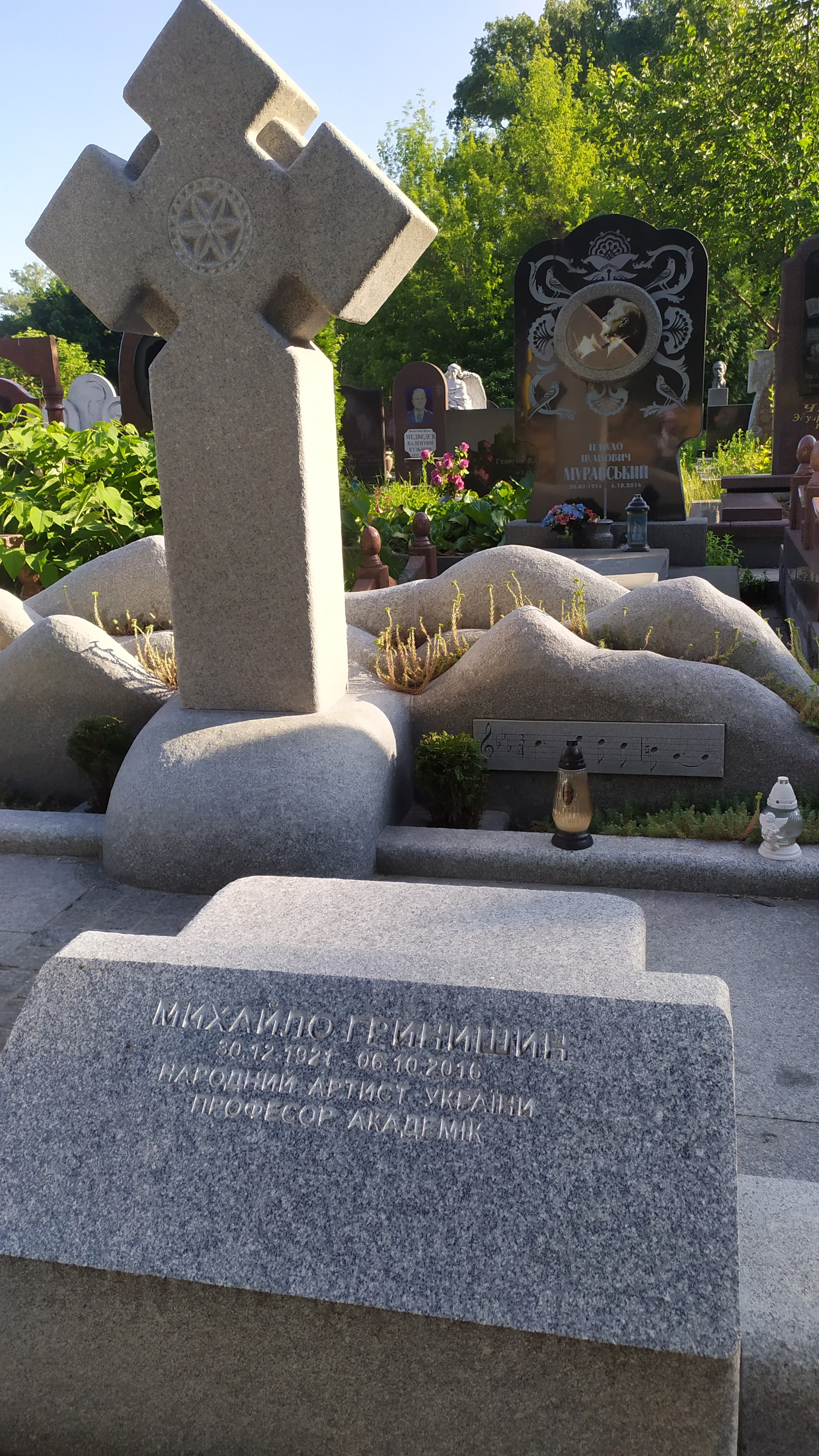
Могила Михайла Гринишина, Байкове кладовище

- «Праця хормейстера над твором a cappella»,
- «Як створити хор» (англійською мовою),
- «Співає чоловічий хор»,
- «Художньо-виражальні особливості співу a cappella».

Пісні:
- «Вівці мої, вівці»,
- «Гей, Карпати»,
- «Ой, зелена полонина»,
- «Карпатський гомін»,
- «Полонинко-гордовинко» та інші.

Помер 6 жовтня 2016 року на 95-му році життя. Похований на Байковому кладовищі (ділянка № 33).